# Wydział Sztuk Muzycznych Akademii Sztuk w Bańskiej Bystrzycy
Wydział Sztuk Muzycznych Akademii Sztuk w Bańskiej Bystrzycy (słow. Fakulta muzických umení Akadémie umení v Banskej Bystrici; skrótowiec: FMU AU) został założony w 1991 roku. Obecnie (2012) dziekanem wydziału jest prof. Vojtech Didi.

## Katedry wydziału[1]
- Katedra Kompozycji i Dyrygentury (Katedra kompozície a dirigovania zboru)
- Katedra Instrumentów Klawiszowych (Katedra klávesových nástrojov)
- Katedra Instrumentów Orkiestrowych (Katedra orchestrálnych nástrojov)
- Katedra Interpretacji Wokalnej (Katedra vokálnej interpretácie)
- Katedra Przedmiotów Teoretycznych (Katedra teoretických predmetov)